# El Pato
El Pato är en ort i Mexiko.   Den ligger i kommunen Tláhuac och delstaten Distrito Federal, i den sydöstra delen av landet, 24 km sydost om huvudstaden Mexico City. El Pato ligger 2 238 meter över havet och antalet invånare är 303.
Terrängen runt El Pato är kuperad åt sydväst, men åt nordost är den platt. Runt El Pato är det mycket tätbefolkat, med 2 811 invånare per kvadratkilometer. Närmaste större samhälle är Iztapalapa, 13,9 km nordväst om El Pato. Trakten runt El Pato består till största delen av jordbruksmark.